# Рамай, Диант
Диант Рамай (нем. Diant Ramaj; род. 19 сентября 2001, Штутгарт) — немецкий футболист, вратарь дортмундской «Боруссии», выступающий на правах аренды за «Хайденхайм».

## Клубная карьера
Рамай — воспитанник клубов «Каннштатт», «Штутгарт» и «Хайденхайм». 21 апреля 2019 года в матче против «Санкт-Паули» он впервые попал в заявку на матч второй Бундеслиге. Три месяца спустя, Диант был официально включён в основную заявку команды, после Кевина Мюллера и Витуса Айшера.
В мае 2021 года Рамай перешёл во франкфуртский «Айнтрахт», подписав трёхлетний контракт. 16 января 2022 года в матче против «Аугсбурга» он дебютировал в немецкой Бундеслиге. 3 августа 2023 года Рамай стал игроком нидерландского клуба «Аякс».
3 февраля 2025 года перешёл в дортмундскую «Боруссию», подписав контракт до середины 2029 года, и сразу был отдан в аренду до конца сезона в датский «Копенгаген». 13 февраля дебютировал за клуб в матче раунда плей-офф Лиги Европы УЕФА против немецкого «Хайденхайма», пропустив два мяча во втором тайме. 17 февраля дебютировал в датской Суперлиги в гостевом матче против «Раннерса».

## Достижения
«Копенгаген»
- Чемпион Дании: 2024/25